# Blackpink 2021 'The Show' Live
Blackpink 2021 'The Show' Live (estilizado en mayúsculas) es el cuarto álbum en vivo del grupo femenino surcoreano Blackpink, lanzado para descarga digital y plataformas de transmisión el 1 de junio de 2021 y en formato físico el 11 de junio de 2021 por YG Entertainment e Interscope Records, que registra la presentación del grupo en su concierto Blackpink: The Show, realizado el 31 de enero de 2021.

## Antecedentes y lanzamiento
El 11 de mayo de 2021, YG Entertainment, sello discográfico de Blackpink, anunció el lanzamiento del CD en vivo de The Show en su tienda oficial YG Select. Programado para lanzarse el 11 de junio, el álbum físico contenía un digipack, 2 discos en formato CD, un álbum de fotos, dos tarjetas fotográficas aleatorias y una calcomanía aleatoria. YG también anunció que las canciones versionadas en solitario de Jisoo y Lisa en The Show, correspondientes a «Habits (Stay High)» de Tove Lo y «Say So» de Doja Cat, respectivamente, no se incluyeron en el álbum debido a problemas de derechos de autor.
El álbum contiene 15 pistas, correspondientes a 16 canciones, principalmente de su primer álbum de estudio titulado The Album, lanzado el 2 de octubre de 2020. La grabación del concierto se llevó a cabo en Corea del Sur el 31 de enero de 2021 y fue emitido para todo el mundo a través del sistema PPV de YouTube Music. En el evento, el grupo presentó por primera vez varias de las canciones de su más reciente álbum, como  «Crazy Over You», «Love to Hate Me» y «You Never Know», además de la colaboración realizada con Lady Gaga titulada «Sour Candy» y el estreno de la canción en solitario de Rosé titulada «Gone», que posteriormente formaría parte de su álbum sencillo debut -R-.

## Rendimiento comercial
En China, el álbum vendió 30.417 copias registradas, recibiendo la certificación de doble disco de oro otorgada por QQ Music; mientras que en Corea del Sur, el registro gráfico musical Gaon Music Chart informó la venta de 35.000 copias del álbum en vivo. En el mismo gráfico, el álbum alcanzó la posición número 8 de la lista semanal Gaon Album Chart y la posición número 24 en la lista mensual del mismo gráfico.
En plataformas digitales, el álbum debutó con 907,280 transmisiones en Spotify, siendo su mayor debut para un álbum en vivo hasta esa fecha, superando el millón de reproducciones en tan solo 24 horas, convirtiéndose en un nuevo hito para ese tipo de álbum de la agrupación.

## Lista de canciones
| Disco 1 / Descarga digital |                                    | |                                                                                       |                                                                                              |          |  |
| N.º                        | Título                             | Letras | Música                                                                                | Arreglo                                                                                      | Duración |  |
| 1.                         | «Kill This Love»                   | Teddy Park, Bekuh BOOM | Teddy, R.Tee, 24, Bekuh BOOM                                                          | Teddy, R.Tee, 24                                                                             | 3:12     |  |
| 2.                         | «Crazy Over You»                   | Teddy Park, Bekuh BOOM, Danny Chung                                                                                          | Teddy Park, Bekuh BOOM, 24, R.Tee, Future Bounce                                      | 24, R.Tee, Future Bounce                                                                     | 2:57     |  |
| 3.                         | «How You Like That»                | Teddy Park, Danny Chung | Teddy Park, R.Tee, 24                                                                 | R.Tee, 24                                                                                    | 3:00     |  |
| 4.                         | «Don't Know What To Do»            | Teddy Park | Teddy Park, 24, Brian Lee, Bekuh BOOM                                                 | Teddy, R.Tee, 24                                                                             | 3:19     |  |
| 5.                         | «Playing with Fire»                | Teddy Park | Teddy, R.Tee                                                                          | R.Tee                                                                                        | 3:17     |  |
| 6.                         | «Lovesick Girls»                   | Teddy Park, Løren, Jisoo, Jennie, Danny Chung                                                                                | Teddy Park, Jennie, Brian Lee, Leah Haywood, R.Tee, David Guetta                      | 24, R.Tee                                                                                    | 3:14     |  |
| 7.                         | «Love To Hate Me + You Never Know» | Tushar Apte, Rob Grimaldi, Chloe George, Steph Jones, Danny Chung («Love to Hate Me») / Løren, Bekuh BOOM («You Never Know») | Tushar Apte, Rob Grimaldi, 24 («Love to Hate Me») / 24, Bekuh BOOM («You Never Know») | Tushar Apte, Rob Grimaldi, 24, Vince, Teddy Park («Love to Hate Me») / 24 («You Never Know») | 6:15     |  |
| 25:14                      |                                    | |                                                                                       |                                                                                              |          |  |

| Disco 2 / Descarga digital |                        |                                        |                                       |                                  |          |  |
| N.º                        | Título                 | Letras                                 | Música                                | Arreglo                          | Duración |  |
| 8.                         | «Solo» (Jennie)        | Teddy Park                             | Teddy Park, 24                        | 24                               | 2:46     |  |
| 9.                         | «Gone» (Rosé)          | Brian Lee, J. Lauryn, Teddy Park, Rosé | 24, Brian Lee                         | 24                               | 1:40     |  |
| 10.                        | «Pretty Savage»        | Teddy Park, Løren, Vince, Danny Chung  | Teddy Park, R.Tee, 24, Bekuh BOOM     | Teddy Park, 24, R.Tee            | 3:23     |  |
| 11.                        | «Ddu-Du Ddu-Du»        | Teddy Park                             | Teddy, 24, R.Tee, Bekuh BOOM          | Teddy, 24, R.Tee                 | 4:02     |  |
| 12.                        | «Whistle»              | Teddy Park, Bekuh BOOM, B.I            | Teddy Park, Future Bounce, Bekuh BOOM | Teddy Park, Future Bounce        | 3:34     |  |
| 13.                        | «As If It's Your Last» | Teddy Park, Brother Su, Choice37       | Teddy Park, Future Bounce, Lydia Paek | Teddy, Future Bounce             | 3:44     |  |
| 14.                        | «Boombayah»            | Teddy Park, Bekuh BOOM                 | Teddy Park, Bekuh BOOM                | Teddy Park                       | 2:54     |  |
| 15.                        | «Forever Young»        | Teddy Park                             | Teddy Park, Future Bounce             | Teddy Park, Future Bounce, R.Tee | 6:25     |  |
| 28:28                      |                        |                                        |                                       |                                  |          |  |

## Personal
| Blackpink - Jisoo - Jennie - Rosé - Lisa | Bailarinas (Crazy) - Park Eun Young - Park Eun Chong - Kim Ka Hea - Oh Hye Ryeon - Kim Se Jin - Son Su Bin - Kim Eun Seon - Mun Jinsil - Kim Dan Young | Banda - Omar "The Man" Dominick (Director musical - Bajista) - Gil Smith IV (Director musical - Tecladista) - Bennie Rodgers II (Baterista) - Justin "Lion" Lyons (Guitarrista) - Derrick "Yung Wurld" Mcalister (Tecladista) - Brandon Finklea (Protools) |

## Premios y nominaciones
| Año  | Evento                | Premio                    | Resultado | Ref.   |
| ---- | --------------------- | ------------------------- | --------- | ------ |
| 2021 | China Year End Awards | Álbum en vivo más vendido | Ganador   | [ 12 ] |

## Posicionamiento en listas
| Lista (2021)                     | Posición |
| -------------------------------- | -------- |
| Corea del Sur (Gaon Album Chart) | 8        |

| Lista (2021)                     | Mejor posición |
| -------------------------------- | -------------- |
| Corea del Sur (Gaon Album Chart) | 24             |

## Historial de lanzamiento
| Región        | Fecha               | Formato                     | Distribuidora                        | Ref.          |
| ------------- | ------------------- | --------------------------- | ------------------------------------ | ------------- |
| Mundo         | 1 de junio de 2021  | Descarga digital, streaming | YG Entertainment, Interscope Records |               |
| Corea del Sur | 11 de junio de 2021 | CD                          | YG Entertainment, Interscope Records | [ 13 ]        |
| Corea del Sur | 18 de junio de 2021 | DVD                         | YG Entertainment, Interscope Records | [ 14 ] [ 15 ] |